# Malaita Eagles
Il Malaita Eagles è una società calcistica con sede ad Auki, nelle Isole Salomone. Partecipa alla Malaita FA League e al National Club Championship.
Ad oggi è l'unica squadra non facente parte dell'Honiara FA League ad aver partecipato all'OFC Champions League.

## Bilancio in OFC Champions League
- 1999: Fase a gironi